# Lithasia jayana
Lithasia jayana är en snäckart som först beskrevs av I. Lea 1841.  Lithasia jayana ingår i släktet Lithasia och familjen Pleuroceridae. IUCN kategoriserar arten globalt som otillräckligt studerad. Inga underarter finns listade i Catalogue of Life.